# Stockcar (Europa)

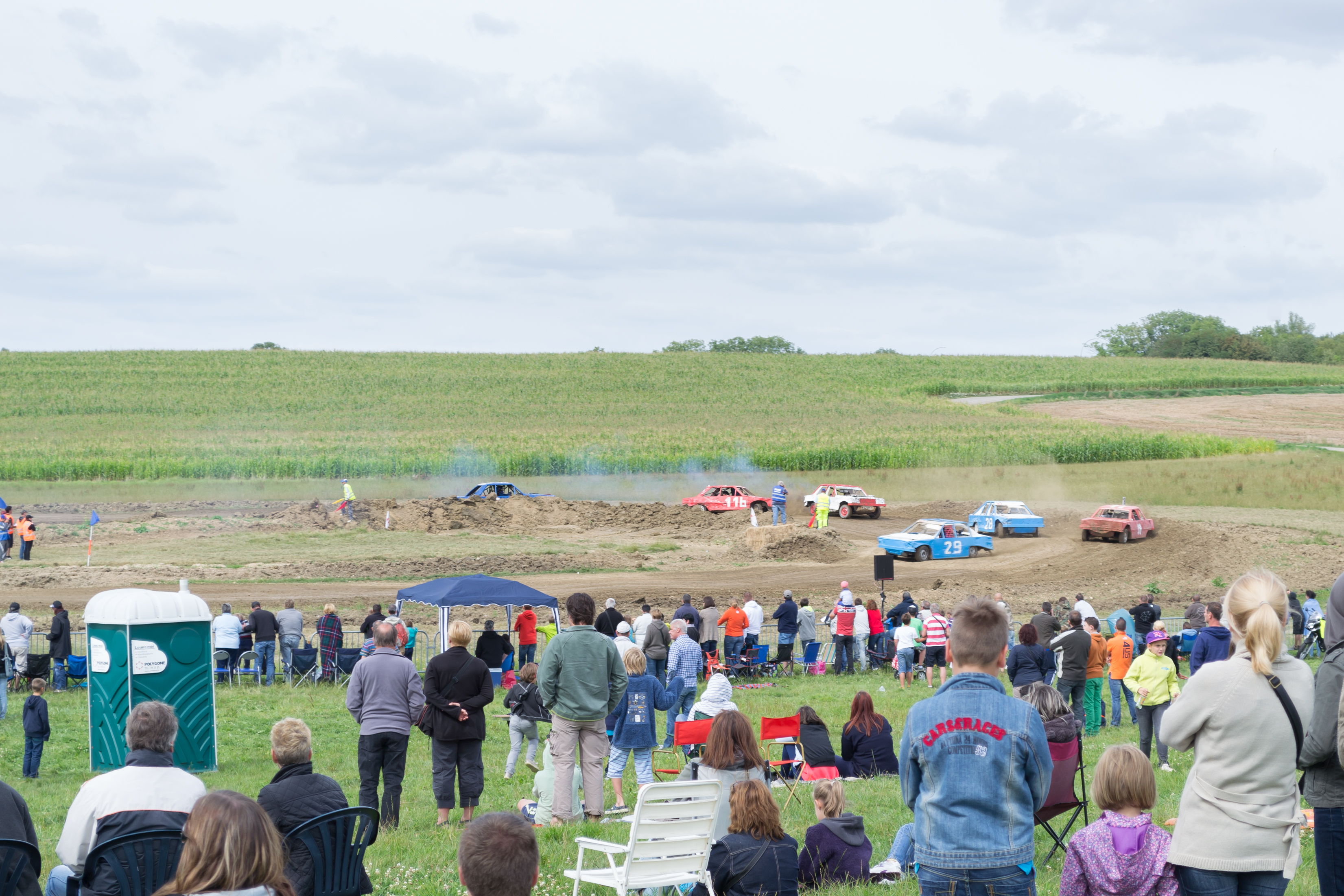
Stockcar-Rennen in Luxemburg 2013

Stockcar, auch Stock-Car oder Stock Car, bezeichnet eine etwa in den 1970er-Jahren im deutschsprachigen Raum Europas entstandene Art von Autorennen, bei der Drängeln und Kollisionen erlaubt und erwünscht sind. Meist werden ältere Gebrauchtwagen eingesetzt. Erste Stockcar-Rennen wurden in Deutschland z. B. ab 1973 in Heudorf im Hegau oder ab 1976 in Bramsche nahe Osnabrück ausgetragen.
Diese Rennen werden von der FIA und somit auch von ihren nationalen, mit der Sporthoheit beauftragten Mitgliedsverbänden nicht als Motorsport anerkannt. Die Sporthoheit hat in Deutschland der DMSB, in Österreich die AMF, und in der Schweiz die ASS.
Stockcar wird auf einem etwa 500 Meter langen Ovalkurs mit unebenem Untergrund gefahren. Hierbei sind sechs bis zwölf Fahrzeuge pro Rennen auf der Strecke. Gestartet wird in unterschiedlichen Rennklassen, die sich nach Antriebsart und Motorleistung der Fahrzeuge unterscheiden.
Wegen der zahlreichen, absichtlichen Kollisionen müssen die Fahrzeuge entsprechend sicher für die Fahrer sein. So ist ein Überrollkäfig im Wagen unverzichtbar, da ein Überschlagen oder Drehen nicht ausgeschlossen ist. In der Regel werden hierzu Wagen, die nicht mehr für den Straßenverkehr tauglich sind, umgebaut. Für viele Anhänger des Stockcars liegt die Faszination sicherlich darin, auf legalem Weg an die Grenzen ihres Fahrkönnens zu gehen.
Eher ungewöhnlich im Rennsport sind Nachtrennen, insbesondere bei den Stockcars, da diese mit der hierfür geforderten Technik meist nicht (mehr) ausgestattet sind und deshalb damit direkt vor dem Rennen extra nachgerüstet werden müssen. Die Fahrzeuge müssen (an beliebiger Stelle) mindestens einen Scheinwerfer sowie ein Schlusslicht haben.
Besondere Popularität erlangte die Sportart, als Stefan Raab am 25. Juni 2005 Die große TV total Stock Car Crash Challenge organisierte, bei der 30 Prominente in zehn Mannschaften antraten. Das Rennen präsentierte alle Facetten des deutschen Stockcar-Sports, da es keine bundeseinheitliche Regelung gibt. Für die Popularität dieses Sports wurde hierdurch viel erreicht. Die Sendung war ein großer Erfolg. 2015 fand die elfte und letzte Auflage statt.

## Deutschland

### Bayern

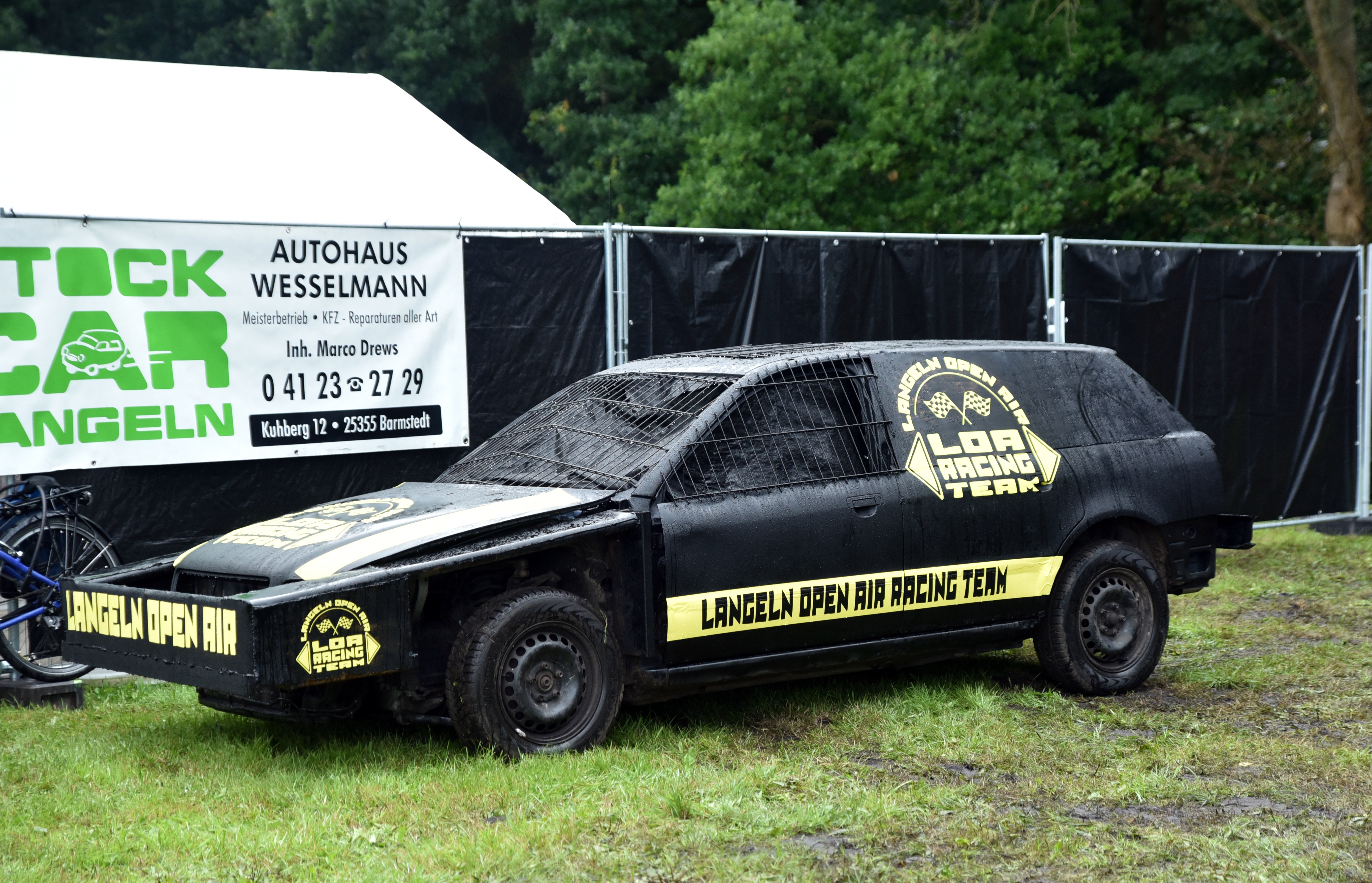
Zum Stockcar umgebauter Kombi

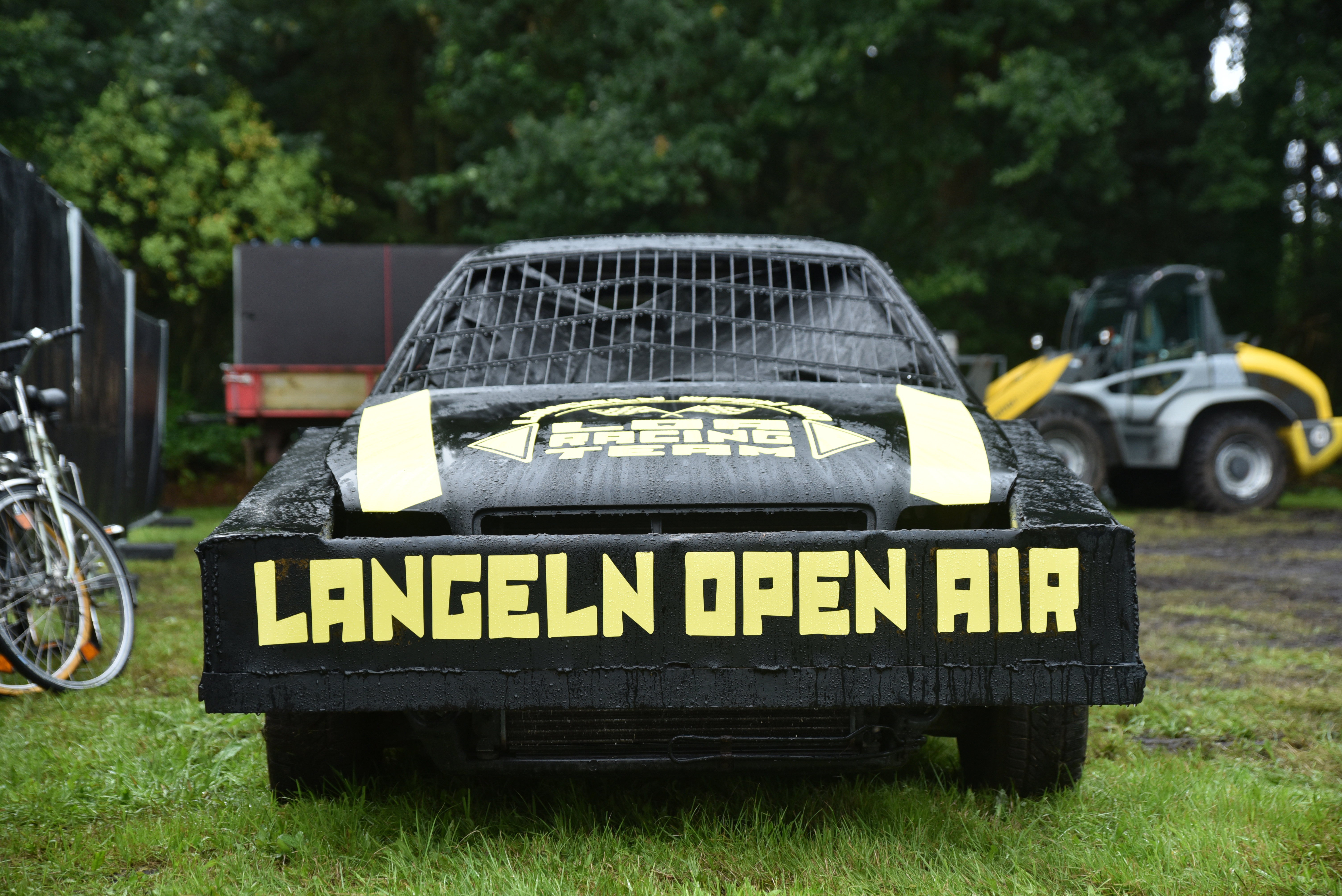
Stockcar Frontansicht

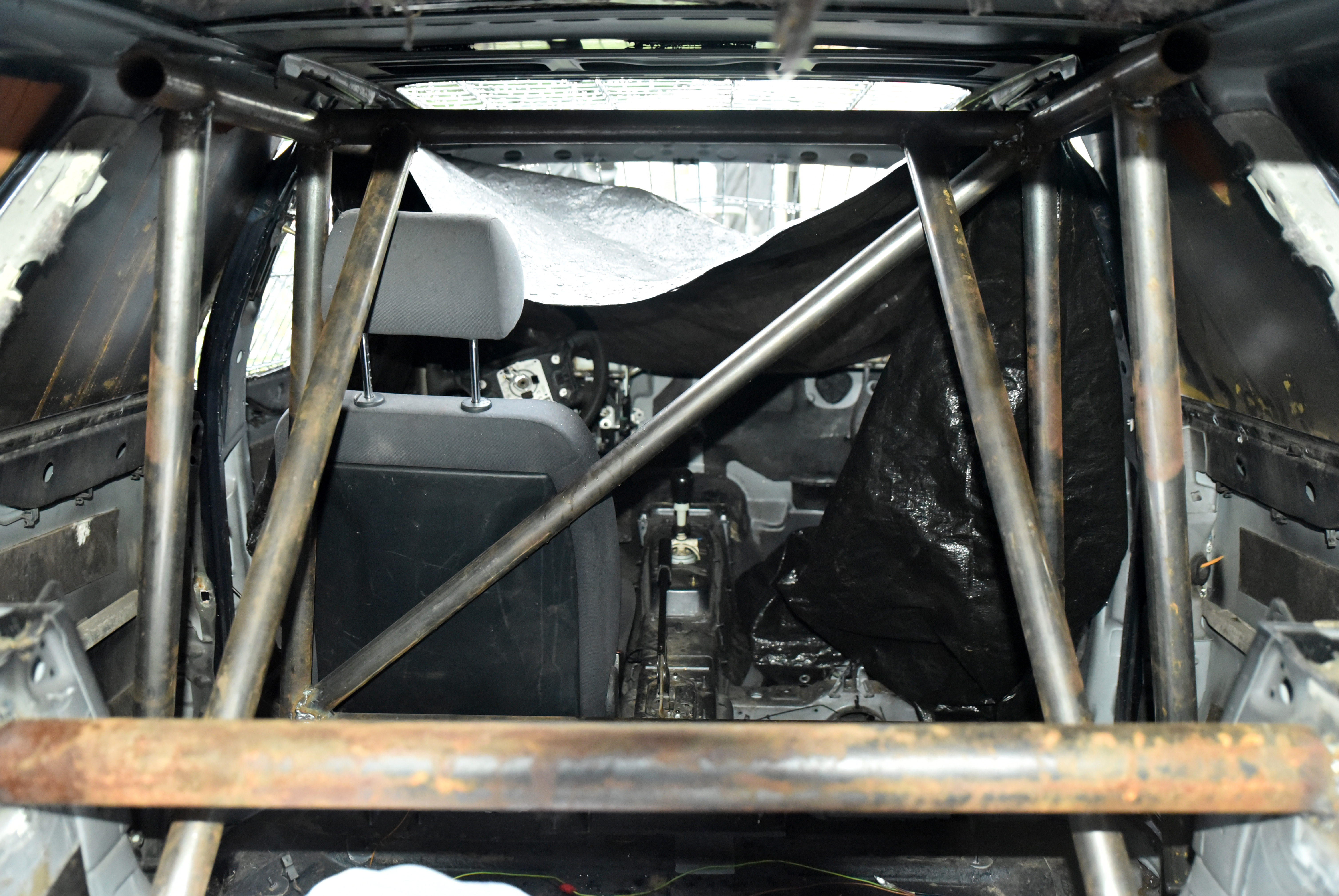
Stockcar Innenansicht mit Versteifungsstreben

In Bayern haben sich über 50 Vereine zum Bayerischen Stock-Car-Verband (abgekürzt BSCV) zusammengeschlossen und fahren seit 1978 unter dessen Regeln und Vorschriften. Der Verband war in zwei Gruppen aufgeteilt, die Gruppe Nord umfasste die Gebiete zwischen Regensburg, München, Ingolstadt, Nürnberg und Weiden. Die Vereine um Regensburg, Straubing, Landshut und Passau bildeten die Gruppe Süd. In beiden Gruppen wurden über das Jahr zwischen fünf und sechs Wertungsläufe ausgetragen, wobei sich – je nach Klasse – nur eine bestimmte Anzahl an Fahrern und Mannschaften für den Endlauf qualifiziert. In diesem Endlauf wurden die Bayerischen und Deutschen Meister der jeweiligen Klassen ermittelt. Dieser fand immer jährlich abwechselnd auf einer Nord- oder Südstrecke statt.
Seit der Zusammenlegung 2023 fahren beide Gruppen zusammen sieben Wertungsläufe im Jahr. Der letzte Wertungslauf der Saison ist automatisch der Endlauf. Qualifiziert für die Meisterschaften sind alle Fahrer und Mannschaften, die unter der Saison mindestens einmal in der jeweiligen Klasse angetreten sind.
Dabei wird ein großer Wert auf Sicherheit gelegt. So sind für den Fahrer ein tauglicher Rennanzug, festes Schuhwerk, eine Halskrause sowie das Tragen eines Helms mit splitterfestem Visier oder Schutzbrille Pflicht.
Am und im Fahrzeug muss alles entfernt werden, was Splitter- oder Feuergefahr besitzt; zweckmäßigerweise wird dazu im Innenraum alles bis auf einen zulässigen Sportsitz ausgebaut. Um die Verletzungsgefahr zu minimieren, muss die Fahrertür regelkonform versteift und ein Überrollkäfig eingebaut werden. Auch muss die Anhängerkupplung und der Originaltank entfernt werden, wobei dieser stattdessen zwischen den Achsen angebracht wird und dabei das maximale Tankvolumen von 30 Liter nicht übersteigen darf. Die Fensterscheiben werden im Fahrerbereich durch ein Gitter ersetzt, um den Fahrer zum Beispiel vor Steinschlag zu schützen. Eine Rennlizenz ist nicht erforderlich.
Es wird in folgenden Klassen gestartet:
- Unverbaute Klasse: Bayerische Meisterschaft (bis 1300 cm³, bis 1800 cm³ und über 1800 cm³)
- Junior-Cup (max. 1300 cm³ und 44 kW, ab vollendetem 14. LJ bis zur Vollendung des 18. LJs)
- Verbaute Klasse: Bayerische Meisterschaft (bis 1800 cm³ und über 1800 cm³)
- Verbaute Klasse Damen: Bayerische Meisterschaft (ohne Hubraumgrenze)
- Verbaute Klasse Herren: Deutsche Meisterschaft (ohne Hubraumgrenze)
- Verbaute Klasse Spezial: Bayerische Meisterschaft (ohne Hubraumgrenze)
- Crosslauf: Bayerische Meisterschaft (bis 2000 cm³)
- Superklasse Eigenbau: Deutsche Meisterschaft (ab 147 kW; Eigenbauten in optisch schönem Zustand)
- Superklasse Karosserie: Deutsche Meisterschaft (ab 147 kW; Serienfahrzeuge in optisch schönem Zustand)

Da die Superklasse-Fahrzeuge in vielen Arbeitsstunden hergestellt und darüber hinaus stark motorisiert sind, herrscht bei diesen Rennen absolutes Crashverbot, anlehnen ist jedoch meist geduldet.
In der unverbauten Klasse dürfen keine Schweißarbeiten an der Karosserie vorgenommen werden, das Auto bleibt äußerlich im Originalzustand, wobei die obigen Sicherheitsbestimmungen trotzdem einzuhalten sind.
Bei der verbauten Klasse hingegen darf beispielsweise der Kofferraum entfernt werden, um eine geringere Angriffsfläche zu bieten. Zudem sind Schweißarbeiten an der Karosserie erlaubt, so ist es möglich, bestimmte Teile des Fahrzeugs auszubauen und mit 1-mm-Stahlblech nachzumodellieren. Trotzdem darf der Motorbereich weder versteift noch verstärkt werden.
Am 5. Mai 2007 fand im Münchner Olympiastadion eine Stockcarveranstaltung vor mehreren tausend Besuchern statt. Dies war die erste große offizielle Stockcar-Veranstaltung in Bayern.

### Mecklenburg-Vorpommern

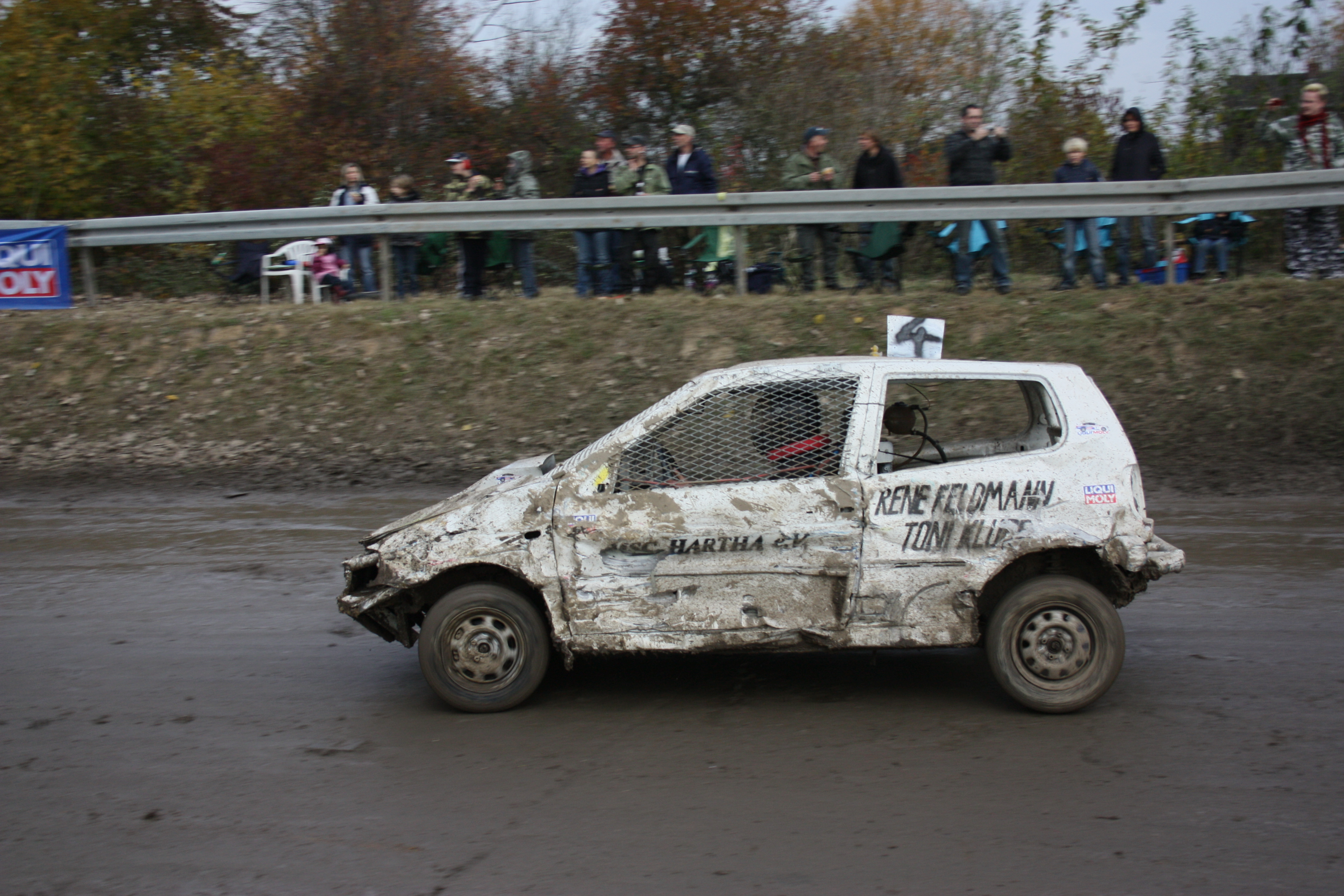
Eigenbau Stock-Car nach mehreren Rennen

In Mecklenburg-Vorpommern gibt es zurzeit drei Standorte für Stock-Car-Rennen: Grimmen, Stavenhagen-Basepohl (auch Reuterstadt-Stavenhagen genannt).
Die Rennen in Grimmen haben einen besonderen Charakter. Das Grimmener Stock-Car-Rennen steht im Guinness-Buch der Rekorde mit dem „Größten Starterfeld“, das bei über 600 Fahrern lag. Ursprung des Rennens in Grimmen ist ein Motorradtreffen im Jahre 1992. Damals wurde mit etwa 30 Autos gefahren und die Veranstaltung war zudem nur als Show gedacht.
In Mecklenburg-Vorpommern wird in den folgenden Klassen gefahren:
- Offene Klasse bis 60 PS
- Offene Klasse über 60 bis 80 PS
- Offene Klasse über 80 bis 140 PS
- Offene Klasse über 140 PS und allradgetriebene Fahrzeuge
- Offene Klasse Heckangetrieben Fahrzeuge
- Trabant-Klasse Original 26 PS
- Trabant-Klasse Tuning
- Buggy-Klasse Eigenbau mit Trabantmotoren
- Wohnwagen

dazu folgen die Juniorklassen:
- Juniorenklasse Buggy 13-17 Jahre Original 26 PS
- Juniorenklasse Trabant 13-17 Jahre Original 26 PS

Gerade das Engagement der vielen Vereine im Umbau der Fahrzeuge, in der Erziehung und Unterweisung Jugendlicher und das Heranführen an den Sport unter dem Motto: „Bezahlbar für jedermann“ haben eine enorme soziale Bedeutung. In Mecklenburg-Vorpommern gibt es etwa 100 Vereine, deren Ursprung der Stockcarsport ist. Die Wiege dafür stand in Grimmen. Und die Resonanz durch mehrere tausend Zuschauer bei jeder Veranstaltung an den genannten Orten beweist die ungebrochene Beliebtheit dieses Sports in Mecklenburg-Vorpommern.

### Niedersachsen
In Niedersachsen gab es, in der Nähe von Uelzen, den Uhlenköper-Ring. Auf dieser permanenten Erdbahn (die seit 1978 existiert) wurde der Heide-Cup veranstaltet. Über 150 Teilnehmer starteten hier an zwei Tagen. Gestartet wurde in zehn unterschiedlichen Klassen. In der Vollkontakt-Klasse „Stockcar“ darf gerempelt, geschubst und der Gegner zum Überschlag gebracht werden. Das absichtliche Attackieren der Fahrertür ist verboten. Gewonnen hat, wer als Erster die geforderte Anzahl an Runden absolviert hat. Wer seine Gegner zum Überschlagen bringt, erhält hierfür begehrte Extrapunkte.
Einmalig in Deutschland präsentierte der Heide-Cup die Bangers. Beim Bangers oder Banger Racing, dürfen gegnerische Fahrzeuge geschoben und auch im Stand attackiert werden. Teilweise darf die Fahrtrichtung geändert und gewartet werden. Banger Rennen begannen in den 60er Jahren in England und wurden später, Anfang der 1980er Jahre, auch in Deutschland gefahren (z. B. vom ASCN in Kaldenkirchen/Nettetal und auf dem Vestlandring in Recklinghausen).
In Niedersachsen wurde in folgenden Klassen gefahren:
- Jugend: 1 – 60 PS
- Stockcar Klasse I: 1 – 60 PS
- Stockcar Klasse II: 61 – 90 PS
- Stockcar Klasse III: 91 – 120 PS
- Stockcar Klasse IV: 121 – 150 PS

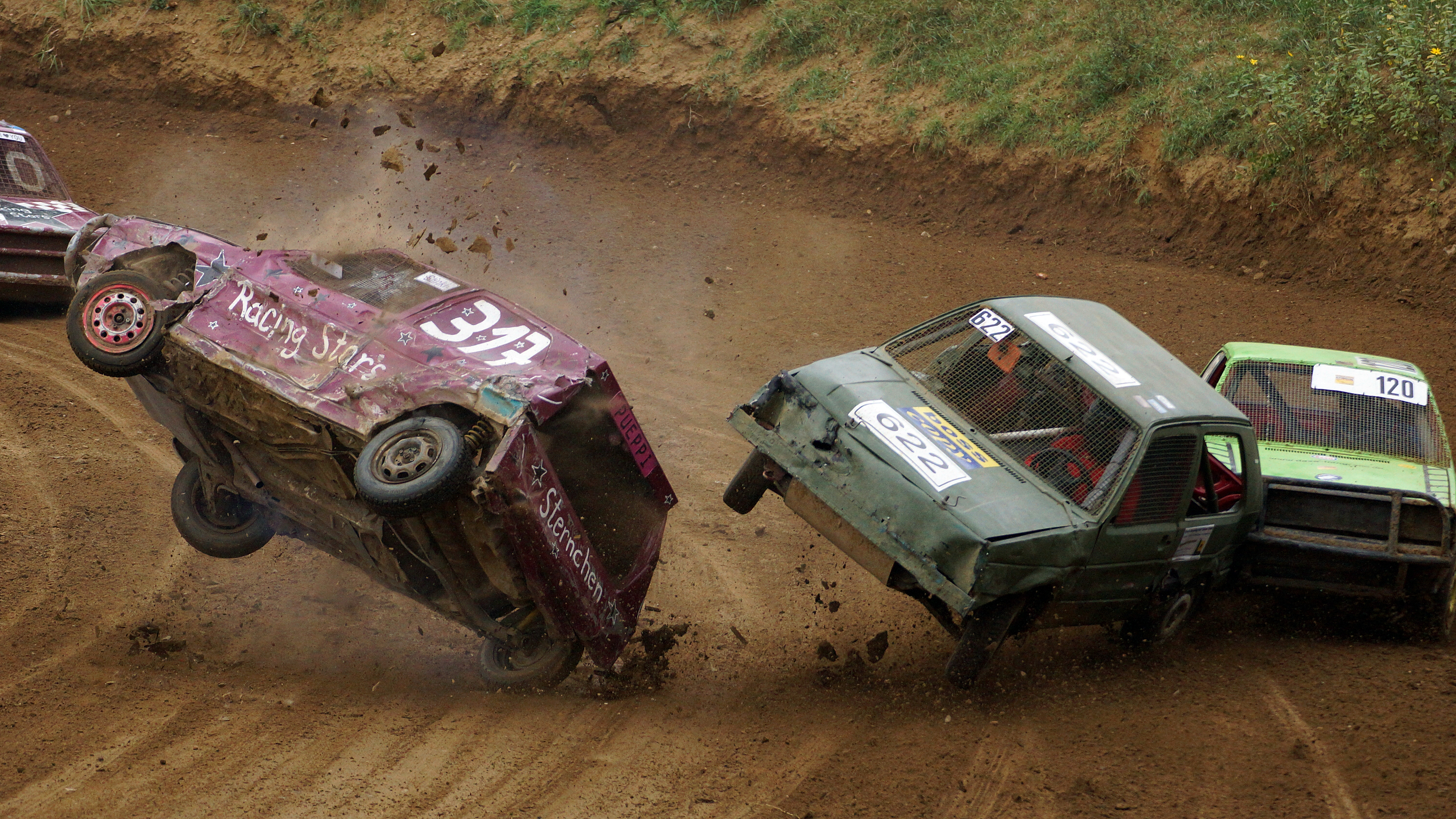
Stockcar Rennen auf dem Uhlenköper-Ring

- Stockcar Klasse V: 151 PS – offen, inkl. Allrad
- Bangers / Banger Racing
- Speedway
- Speedway Girls Race
- Langstrecke (Long Distance)

### Sachsen
Auch in Sachsen sind seit vielen Jahren „Stock Car Rennen“ oder auch „Crash Car Rennen“ sehr beliebt und bis vor kurzem sehr verbreitet. Rennstrecken in Grimma, Hartha, Altenburg, Dolsenhain, Nentmannsdorf und Seiffen waren mehrmals im Jahr Austragungsort für die Rennen.
In Sachsen wird in folgenden Klassen gefahren:
- Klasse I – bis 1300 cm³
- Klasse II – über 1300 cm³ bis 1600 cm³
- Klasse III – über 1600 cm³ offen (kein Allrad)
- Klasse IV – Trabbi
- Klasse V – Buggy

### Ursprung der Stockcar-Rennen in Deutschland
Ab zirka 1970 begann in Deutschland die Stockcar-Rennszene, so zum Beispiel in Bonn mit Rennen für jedermann, vermutlich angeregt durch die Nähe zum Nürburgring. Antreten durfte jeder, der sein Auto einigermaßen renntauglich gemacht hatte, das beschränkte sich allerdings nur darauf, das ganze Interieur inkl. Scheiben zu entfernen. Versteifungen oder Überrollbügel galten als unbeliebte Kostenfresser, Gurte ebenso, ein Sturzhelm musste reichen.

## Luxemburg

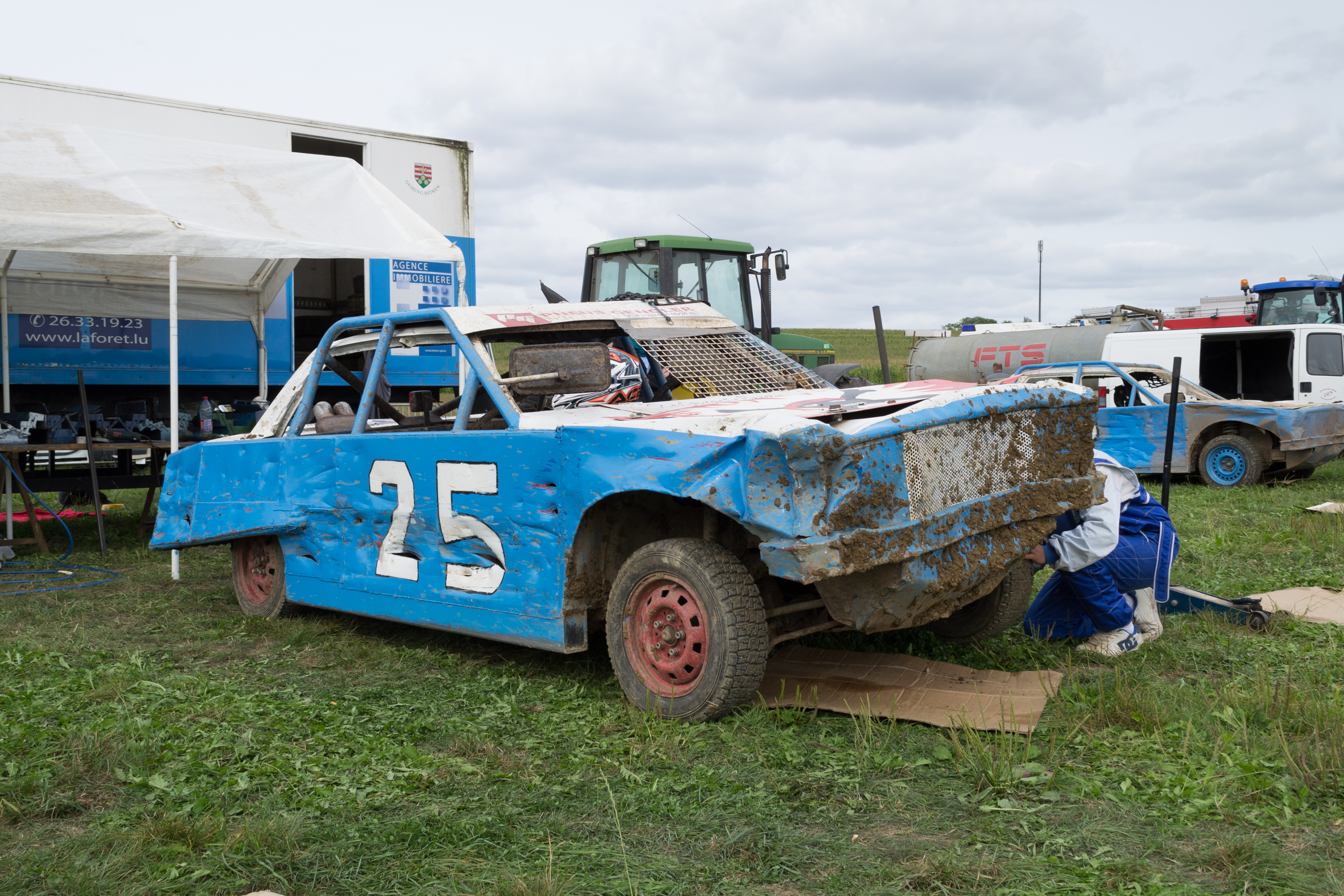
Luxemburgisches Stockcar der Klasse I nach einem Rennen

Bereits in den 1950er-Jahren wurden auch in Luxemburg Stockcar-Rennen gefahren, damals auf den Strecken in Bruch und Medernach. 1968 wurde der nationale, für den Stockcar-Sport verantwortliche Verband Fédération Luxembourgeoise du Stock-Car (kurz FLSC) gegründet.
Heute werden in Luxemburg die Rennen abwechselnd auf drei Strecken in Alzingen, Schüttringen und Buschdorf gefahren. Für die Saison 2013 waren insgesamt 9 Rennteams bei der FLSC angemeldet. Jährlich werden grundsätzlich sieben Rennen gefahren, die abwechselnd von einem der teilnehmenden Rennteams oder der FLSC selbst organisiert werden. Gefahren wird in zwei Klassen:
- Klasse I – bis 2800 cm³, nur Zweiradantrieb: Gefahren werden zwei Entscheidungsläufe à 20 Runden gefahren, bei denen sich die jeweils 10 ersten Piloten für das Finale qualifizieren. Danach werden, je nach Entscheidung des Organisators, ein oder zwei Hoffnungsläufe à 15 Läufe gefahren, aus denen sich weitere acht Fahrer für das Finale qualifizieren. Beim Finale werden insgesamt 25 Runden gefahren.
- Klasse II – bis 2000 cm³, nur Zweiradantrieb: Hier werden zwei Entscheidungsläufe à 15 Runden gefahren, die Punkte dieser Läufe werden addiert. Die ersten 28 Fahrer werden für das Finale qualifiziert.[7]

## Österreich

### AutoCrash Staatsmeisterschaft
Die AutoCrash Vereinigung Österreich veranstaltet seit den 1990er Jahren Österreichweit die AutoCrash Staatsmeisterschaft. An 8 Renntagen pro Saison wird in 4 Divisionen und insgesamt 8 Fahrzeugklassen um die Meisterschaft gekämpft. Die Clubwertungen stehen jedoch jedes Jahr im Vordergrund. Die Rennen werden in der Steiermark, Niederösterreich, Burgenland und Ungarn durchgeführt.
Folgende Vereine treten in der Saison 2023 an:
- CT 161 Puchberg,
- Erro Team Hartberg,
- MSC Niederösterreich Nord,
- MSC Stallhofen,
- MSC Traiskirchen,
- MSF Kemeten,
- PF Red Crasher,
- Racing Club Oberwart,
- Racing Team Sollenau
- Wechselland Racing Team.

### Klassen und Divisionen

#### Division Jugendklasse
Klasse bis 1600 ccm³ (101 PS) – Diese Klasse ist für Fahrer von 13 bis 17 Jahren. Diese Autos sind serienmäßig und müssen ausreichende Sicherheitsstandards erfüllen, wie einem Überrollkäfig und entfernten Scheiben.

#### Division Unverbaut
Klasse bis 2000 ccm³ – Diese Klasse ist wie die Jugendklasse für Anfänger in den AutoCrash Sport gedacht und hat stärkere Sicherheitsbestimmungen.

#### Division Seriennahe
In der Division Seriennahe treten stark verstärkte Serienmäßige Fahrzeuge an die Überschläge und härtere Kollisionen standhalten. In dieser Division müssen alle für den Fahrer gefährlichen Bauteile entfernt werden und Stahlplatten an einigen stellen angebracht werden.
Klasse 1 bis 1500 ccm³
Klasse 2 bis 1800 cm³
Klasse 3 bis 2100 cm³

#### Division Crash Spezial
In dieser Division kommen Eingebau Buggies zum Einsatz. Diese sind aus Stahlrohren und platten aufgebaut. Als Basis für diese Fahrzeugdivision werden oft VW Käfer benutzt und bauen oft auch Motorradmotoren und Getriebe in ihr Fahrzeug ein. Anders als in den anderen Divisionen kann mit diesem Fahrzeugen mehrere Jahre gefahren werden.
Klasse 1 bis 1500 ccm³
Klasse 2 bis 1800 cm³
Klasse 3 bis 2100 cm³

#### Rennformat
Pro Fahrzeugklasse gibt es einen Vorlauf, einen Semifinallauf, und einen Finallauf. Die Startaufstellung für die Vorläufe werden ausgelöst. Die Position aus dem Vorlauf entscheidet die Startposition im Seminfinallauf. Dasselbe Prinzip wird dann auf das Finale angewendet. Die besten 6 nach dem Finallauf jeder Hubraumklasse qualifizieren sich für das Große Finale (Division Unverbaut), dem Superfinale (Division Seriennahe) oder dem Lauf um dem Tagessieg (Division Crash Spezial). Fahrer die einen Vorlauf oder Semifinallauf nicht vollendet haben dürfen im nächsten Lauf antreten, außer dem Großen Finale, Superfinale oder Lauf um den Tagessieg.

#### Renntermine 2023
| Nr | Datum         | Ort            | Veranstalter              |
| -- | ------------- | -------------- | ------------------------- |
| 1  | 30. April     | Grafenbach     | CT 161 Puchberg           |
| 2  | 21. April     | Brunnhöf       | MSC Niederösterreich Nord |
| 3  | 4. Juni       | Vamoscsalád    | Racing Team Sollenau      |
| 4  | 18. Juni      | Csapod         | ACVÖ                      |
| 5  | 27. August    | Großpetersdorf | Wechselland RT            |
| 6  | 10. September | Lobming        | MSC Stallhofen            |
| 7  | 24. September | Csapod         | ACVÖ                      |
| 8  | 15. Oktober   | Grafenbach     | CT 161 Puchberg           |

## Andere Länder
In Emmen (Niederlande) befindet sich eine regelmäßig genutzte Banger-Racing-Bahn, ebenso in Ipswich (Großbritannien), wo im Foxhall Stadium regelmäßig Banger-Rennen gefahren werden.